# 溫祥卿
溫祥卿，山西人，明朝初期政治人物、明朝兵部尚書。
早年在湖州长兴居住，跟從耿炳文鎮守长兴。洪武二年，授大都督府照磨。洪武三年，任秦相府录事。洪武九年，升任秦府长史。洪武十三年，出任儋州知州。后改任太原府同知。洪武十八年正月，升任兵部尚書。洪武十八年六月，因罪降為刑部主事。